# Montbrehain British Cemetery
Montbrehain British Cemetery is een Britse militaire begraafplaats met gesneuvelden uit de Eerste Wereldoorlog, gelegen in de Franse gemeente Montbrehain (departement Aisne). De begraafplaats werd ontworpen door William Cowlishaw en ligt aan de Rue de Verdun op ruim 1 km ten zuiden van het centrum (gemeentehuis). Ze heeft een L-vormig grondplan met een oppervlakte van ruim 308 m² en wordt omsloten door een natuurstenen muur. Het Cross of Sacrifice staat in het zuidelijke eind van van het lange deel van de begraafplaats. De graven liggen in twee evenwijdige rijen. Een enkelvoudig traliehek geeft toegang tot de begraafplaats die wordt onderhouden door de Commonwealth War Graves Commission.
Er liggen 89 doden begraven waaronder 9 niet geïdentificeerde.

## Geschiedenis
Montbrehain werd op 3 oktober 1918 door drie bataljons van de Sherwood Foresters van de 46th Division ingenomen, maar zij konden het niet vasthouden. Twee dagen later werd de gemeente veroverd door de 21st en de 24th Australian Infantry Battalions. 
Onder de geïdentificeerde slachtoffers zijn er 77 Britten en 3 Australiërs. Behalve één stierven alle slachtoffers tussen 3 en 11 oktober 1918.

### Onderscheiden militairen
- sergeant J. Belcher (Leicestershire Regiment), korporaal Arthur Brocklehurst (North Staffordshire Regiment) en soldaat G.A. Hyde (South Staffordshire Regiment) werden onderscheiden met de Military Medal (MM).